# لویی-دو دو لانکسن
لویی-دو دو لانکسن (فرانسوی: Louis-Do de Lencquesaing‎؛ زادهٔ ۲۵ دسامبر ۱۹۶۳) هنرپیشه و کارگردان فرانسوی است. دختر وی آلیس دو لانکسن نیز بازیگر است.
از فیلم‌هایی که وی در آن نقش داشته است، می‌توان به آنان، پنهان، ابرستاره، هنر عشق، پاریس منهتن، سکوت جوآن، شاهزاده کوچک من، ۲۰ سال فاصله، بریس ۳ و فرانکوفونیا اشاره کرد.